# Les Rallizes Dénudés
Les Rallizes Dénudés (jap. 裸のラリーズ Hadaka no Rarīzu) – japoński awangardowy zespół muzyczny, przedstawiciel rocka psychodelicznego, założony w 1967 w Kioto.

## Członkowie zespołu
- Takashi Mizutani – gitara, śpiew
- Takashi Kato – perkusja, instrumenty perkusyjne
- Takashi Tada – bas
- Tsutomu Matsumoto – perkusja
- Takeshi Nakamura – gitara
- Shunichiro Shoda – perkusja
- Nar Hiroshi – bas
- Toshirō Mimaki – perkusja
- Wakabayashi Moriaki – bas
- Makoto Kubota – gitara rytmiczna, bas, perkusja

## Wybrana dyskografia
- '77 Live (1991)
- 67-69 Studio et Live (1991)
- Mizutani (1991)
- Heavier Than a Death in the Family (1995)
- Color Box (1999)
- Laid Down '76 (2005)
- Cradle Saloon '78 (2006)
- Great White Wonder (2006)
- Naked Diza Star (2006)
- Twin Silver (2006)
- Wild Trips (2006)
- Yodo-Go-A-Go-Go (Flightless Bird, 2006)
- Mars Studio 1980 (2007)
- Cable Hogue Soundtrack (2007)
- Live 1972 (2007)